# Ruta d'Occitània 2019
La Ruta d'Occitània 2019, 43a edició de la Ruta d'Occitània, es disputà entre el 20 i el 23 de juny de 2019 repartits entre quatre etapes, amb inici a Ginhac i final a Claramont e Poiet. La cursa formava part del calendari de l'UCI Europa Tour 2019, amb una categoria 2.1.

## Equips
L'organització convidà a prendre part en la cursa a divuit equips:
| WorldTeams (5)- AG2R La Mondiale - EF Education First - Groupama-FDJ - Movistar Team - Ineos Equips continentals professionals (9)- Bardiani CSF - Caja Rural-Seguros RGA - Cofidis, Solutions Crédits - Delko-Marseille Provence - Euskadi Basque Country-Murias - Israel Cycling Academy - Arkéa-Samsic - Total Direct Énergie - Vital Concept-B&B Hotels Equips continentals (4)- Interpro Cycling Academy - Natura4Ever-Roubaix Lille Métropole - Saint Michel-Auber 93 - Bike Aid |
| |

## Etapes
| Etapa    | Data       | Ciutats d'etapa                       | type                    | Distància (km) | Vencedor de l'etapa         | Líder de la general         |
| -------- | ---------- | ------------------------------------- | ----------------------- | -------------- | --------------------------- | --------------------------- |
| 1a etapa | 20 de juny | Ginhac – Sent Ginièis d'Òlt           | etapa de mitja muntanya | 175,5          | Alejandro Valverde Belmonte | Alejandro Valverde Belmonte |
| 2a etapa | 21 de juny | La Bruguièira – Martras Tolosana      | etapa accidentada       | 187,7          | Arnaud Démare               | Alejandro Valverde Belmonte |
| 3a etapa | 22 de juny | Àrreu – Banhèras de Luishon           | etapa de muntanya       | 173            | Iván Ramiro Sosa Cuervo     | Alejandro Valverde Belmonte |
| 4a etapa | 24 de juny | Claramont e Poiet – Claramont e Poiet | etapa accidentada       | 154,8          | Arnaud Démare               | Alejandro Valverde Belmonte |

### 1a etapa
| \| Classificació de l'etapa \| Classificació de l'etapa \| Classificació de l'etapa \| Classificació de l'etapa \| Classificació de l'etapa \| \| Corredor \| Corredor \| Equip \| Temps \| \| \| ------------------------ \| --------------------------- \| ------------------------ \| ------------------------ \| ------------------------ \| \| 1r \| Alejandro Valverde Belmonte \| Movistar Team \| 4h 44' 01" \| \| \| 2n \| Edward Dunbar \| Team Ineos \| + 0" \| \| \| 3r \| Élie Gesbert \| Arkéa-Samsic \| + 2" \| \| \| 4t \| Rigoberto Urán \| EF Education First \| + 2" \| \| \| 5è \| Tony Gallopin \| AG2R La Mondiale \| + 2" \| \| \| 6è \| Iván Ramiro Sosa Cuervo \| Team Ineos \| + 2" \| \| \| 7è \| Alexander Aranburu Deba \| Caja Rural-Seguros RGA \| + 8" \| \| \| 8è \| Rein Taaramäe \| Total Direct Énergie \| + 10" \| \| \| 9è \| Giovanni Carboni \| Bardiani CSF \| + 35" \| \| \| 10è \| Pàvel Sivakov \| Team Ineos \| + 35" \| \| |                             |                        |            |
| |                             |                        |            |
| Font: ProCyclingStats |                             |                        |            |
| Classificació de l'etapa |                             |                        |            |
| Corredor | Corredor                    | Equip                  | Temps      |
| 1r | Alejandro Valverde Belmonte | Movistar Team          | 4h 44' 01" |
| 2n | Edward Dunbar               | Team Ineos             | + 0"       |
| 3r | Élie Gesbert                | Arkéa-Samsic           | + 2"       |
| 4t | Rigoberto Urán              | EF Education First     | + 2"       |
| 5è | Tony Gallopin               | AG2R La Mondiale       | + 2"       |
| 6è | Iván Ramiro Sosa Cuervo     | Team Ineos             | + 2"       |
| 7è | Alexander Aranburu Deba     | Caja Rural-Seguros RGA | + 8"       |
| 8è | Rein Taaramäe               | Total Direct Énergie   | + 10"      |
| 9è | Giovanni Carboni            | Bardiani CSF           | + 35"      |
| 10è | Pàvel Sivakov               | Team Ineos             | + 35"      |

| \| Classificació general \| Classificació general \| Classificació general \| Classificació general \| Classificació general \| \| Corredor \| Corredor \| Equip \| Temps \| \| \| --------------------- \| --------------------------- \| ---------------------- \| --------------------- \| --------------------- \| \| 1r \| Alejandro Valverde Belmonte \| Movistar Team \| 4h 43' 51" \| \| \| 2n \| Edward Dunbar \| Team Ineos \| + 4" \| \| \| 3r \| Élie Gesbert \| Arkéa-Samsic \| + 8" \| \| \| 4t \| Rigoberto Urán \| EF Education First \| + 12" \| \| \| 5è \| Tony Gallopin \| AG2R La Mondiale \| + 12" \| \| \| 6è \| Iván Ramiro Sosa Cuervo \| Team Ineos \| + 12" \| \| \| 7è \| Alexander Aranburu Deba \| Caja Rural-Seguros RGA \| + 17" \| \| \| 8è \| Rein Taaramäe \| Total Direct Énergie \| + 20" \| \| \| 9è \| Giovanni Carboni \| Bardiani CSF \| + 44" \| \| \| 10è \| Pàvel Sivakov \| Team Ineos \| + 44" \| \| |                             |                        |            |
| |                             |                        |            |
| Font: ProCyclingStats |                             |                        |            |
| Classificació general |                             |                        |            |
| Corredor | Corredor                    | Equip                  | Temps      |
| 1r | Alejandro Valverde Belmonte | Movistar Team          | 4h 43' 51" |
| 2n | Edward Dunbar               | Team Ineos             | + 4"       |
| 3r | Élie Gesbert                | Arkéa-Samsic           | + 8"       |
| 4t | Rigoberto Urán              | EF Education First     | + 12"      |
| 5è | Tony Gallopin               | AG2R La Mondiale       | + 12"      |
| 6è | Iván Ramiro Sosa Cuervo     | Team Ineos             | + 12"      |
| 7è | Alexander Aranburu Deba     | Caja Rural-Seguros RGA | + 17"      |
| 8è | Rein Taaramäe               | Total Direct Énergie   | + 20"      |
| 9è | Giovanni Carboni            | Bardiani CSF           | + 44"      |
| 10è | Pàvel Sivakov               | Team Ineos             | + 44"      |

### 2a etapa
| \| Classificació de l'etapa \| Classificació de l'etapa \| Classificació de l'etapa \| Classificació de l'etapa \| Classificació de l'etapa \| \| Corredor \| Corredor \| Equip \| Temps \| \| \| ------------------------ \| ------------------------ \| ------------------------ \| ------------------------ \| ------------------------ \| \| 1r \| Arnaud Démare \| Groupama-FDJ \| 4h 50' 13" \| \| \| 2n \| Christopher Lawless \| Team Ineos \| + 0" \| \| \| 3r \| Moreno Hofland \| EF Education First \| + 0" \| \| \| 4t \| Sacha Modolo \| EF Education First \| + 0" \| \| \| 5è \| David González López \| Caja Rural-Seguros RGA \| + 0" \| \| \| 6è \| Evaldas Šiškevičius \| Delko Marseille Provence \| + 0" \| \| \| 7è \| José Joaquín Rojas Gil \| Movistar Team \| + 0" \| \| \| 8è \| Julien Duval \| AG2R La Mondiale \| + 0" \| \| \| 9è \| Michael Bresciani \| Bardiani CSF \| + 0" \| \| \| 10è \| Lorrenzo Manzin \| Vital Concept-B&B Hotels \| + 0" \| \| |                        |                          |            |
| |                        |                          |            |
| Font: ProCyclingStats |                        |                          |            |
| Classificació de l'etapa |                        |                          |            |
| Corredor | Corredor               | Equip                    | Temps      |
| 1r | Arnaud Démare          | Groupama-FDJ             | 4h 50' 13" |
| 2n | Christopher Lawless    | Team Ineos               | + 0"       |
| 3r | Moreno Hofland         | EF Education First       | + 0"       |
| 4t | Sacha Modolo           | EF Education First       | + 0"       |
| 5è | David González López   | Caja Rural-Seguros RGA   | + 0"       |
| 6è | Evaldas Šiškevičius    | Delko Marseille Provence | + 0"       |
| 7è | José Joaquín Rojas Gil | Movistar Team            | + 0"       |
| 8è | Julien Duval           | AG2R La Mondiale         | + 0"       |
| 9è | Michael Bresciani      | Bardiani CSF             | + 0"       |
| 10è | Lorrenzo Manzin        | Vital Concept-B&B Hotels | + 0"       |

| \| Classificació general \| Classificació general \| Classificació general \| Classificació general \| Classificació general \| \| Corredor \| Corredor \| Equip \| Temps \| \| \| --------------------- \| --------------------------- \| ---------------------- \| --------------------- \| --------------------- \| \| 1r \| Alejandro Valverde Belmonte \| Movistar Team \| 9h 34' 04" \| \| \| 2n \| Edward Dunbar \| Team Ineos \| + 4" \| \| \| 3r \| Élie Gesbert \| Arkéa-Samsic \| + 8" \| \| \| 4t \| Tony Gallopin \| AG2R La Mondiale \| + 12" \| \| \| 5è \| Iván Ramiro Sosa Cuervo \| Team Ineos \| + 12" \| \| \| 6è \| Rigoberto Urán \| EF Education First \| + 12" \| \| \| 7è \| Alexander Aranburu Deba \| Caja Rural-Seguros RGA \| + 17" \| \| \| 8è \| Rein Taaramäe \| Total Direct Énergie \| + 20" \| \| \| 9è \| Giovanni Carboni \| Bardiani CSF \| + 44" \| \| \| 10è \| Pàvel Sivakov \| Team Ineos \| + 44" \| \| |                             |                        |            |
| |                             |                        |            |
| Font: ProCyclingStats |                             |                        |            |
| Classificació general |                             |                        |            |
| Corredor | Corredor                    | Equip                  | Temps      |
| 1r | Alejandro Valverde Belmonte | Movistar Team          | 9h 34' 04" |
| 2n | Edward Dunbar               | Team Ineos             | + 4"       |
| 3r | Élie Gesbert                | Arkéa-Samsic           | + 8"       |
| 4t | Tony Gallopin               | AG2R La Mondiale       | + 12"      |
| 5è | Iván Ramiro Sosa Cuervo     | Team Ineos             | + 12"      |
| 6è | Rigoberto Urán              | EF Education First     | + 12"      |
| 7è | Alexander Aranburu Deba     | Caja Rural-Seguros RGA | + 17"      |
| 8è | Rein Taaramäe               | Total Direct Énergie   | + 20"      |
| 9è | Giovanni Carboni            | Bardiani CSF           | + 44"      |
| 10è | Pàvel Sivakov               | Team Ineos             | + 44"      |

### 3a etapa
| \| Classificació de l'etapa \| Classificació de l'etapa \| Classificació de l'etapa \| Classificació de l'etapa \| Classificació de l'etapa \| \| Corredor \| Corredor \| Equip \| Temps \| \| \| ------------------------ \| ---------------------------- \| ----------------------------- \| ------------------------ \| ------------------------ \| \| 1r \| Iván Ramiro Sosa Cuervo \| Team Ineos \| 4h 54' 47" \| \| \| 2n \| Alejandro Valverde Belmonte \| Movistar Team \| + 0" \| \| \| 3r \| Rigoberto Urán \| EF Education First \| + 3" \| \| \| 4t \| Óscar Rodríguez Garaicoechea \| Euskadi Basque Country-Murias \| + 19" \| \| \| 5è \| Joe Dombrowski \| EF Education First \| + 24" \| \| \| 6è \| Tony Gallopin \| AG2R La Mondiale \| + 24" \| \| \| 7è \| Edward Dunbar \| Team Ineos \| + 34" \| \| \| 8è \| Giovanni Carboni \| Bardiani CSF \| + 40" \| \| \| 9è \| Valentin Madouas \| Groupama-FDJ \| + 1' 24" \| \| \| 10è \| Nans Peters \| AG2R La Mondiale \| + 1' 31" \| \| |                              |                               |            |
| |                              |                               |            |
| Font: ProCyclingStats |                              |                               |            |
| Classificació de l'etapa |                              |                               |            |
| Corredor | Corredor                     | Equip                         | Temps      |
| 1r | Iván Ramiro Sosa Cuervo      | Team Ineos                    | 4h 54' 47" |
| 2n | Alejandro Valverde Belmonte  | Movistar Team                 | + 0"       |
| 3r | Rigoberto Urán               | EF Education First            | + 3"       |
| 4t | Óscar Rodríguez Garaicoechea | Euskadi Basque Country-Murias | + 19"      |
| 5è | Joe Dombrowski               | EF Education First            | + 24"      |
| 6è | Tony Gallopin                | AG2R La Mondiale              | + 24"      |
| 7è | Edward Dunbar                | Team Ineos                    | + 34"      |
| 8è | Giovanni Carboni             | Bardiani CSF                  | + 40"      |
| 9è | Valentin Madouas             | Groupama-FDJ                  | + 1' 24"   |
| 10è | Nans Peters                  | AG2R La Mondiale              | + 1' 31"   |

| \| Classificació general \| Classificació general \| Classificació general \| Classificació general \| Classificació general \| \| Corredor \| Corredor \| Equip \| Temps \| \| \| --------------------- \| ---------------------------- \| ----------------------------- \| --------------------- \| --------------------- \| \| 1r \| Alejandro Valverde Belmonte \| Movistar Team \| 14h 28' 45" \| \| \| 2n \| Iván Ramiro Sosa Cuervo \| Team Ineos \| + 8" \| \| \| 3r \| Rigoberto Urán \| EF Education First \| + 17" \| \| \| 4t \| Tony Gallopin \| AG2R La Mondiale \| + 42" \| \| \| 5è \| Edward Dunbar \| Team Ineos \| + 45" \| \| \| 6è \| Giovanni Carboni \| Bardiani CSF \| + 1' 30" \| \| \| 7è \| Joe Dombrowski \| EF Education First \| + 1' 48" \| \| \| 8è \| Pàvel Sivakov \| Team Ineos \| + 2' 26" \| \| \| 9è \| Nans Peters \| AG2R La Mondiale \| + 2' 32" \| \| \| 10è \| Óscar Rodríguez Garaicoechea \| Euskadi Basque Country-Murias \| + 2' 42" \| \| |                              |                               |             |
| |                              |                               |             |
| Font: ProCyclingStats |                              |                               |             |
| Classificació general |                              |                               |             |
| Corredor | Corredor                     | Equip                         | Temps       |
| 1r | Alejandro Valverde Belmonte  | Movistar Team                 | 14h 28' 45" |
| 2n | Iván Ramiro Sosa Cuervo      | Team Ineos                    | + 8"        |
| 3r | Rigoberto Urán               | EF Education First            | + 17"       |
| 4t | Tony Gallopin                | AG2R La Mondiale              | + 42"       |
| 5è | Edward Dunbar                | Team Ineos                    | + 45"       |
| 6è | Giovanni Carboni             | Bardiani CSF                  | + 1' 30"    |
| 7è | Joe Dombrowski               | EF Education First            | + 1' 48"    |
| 8è | Pàvel Sivakov                | Team Ineos                    | + 2' 26"    |
| 9è | Nans Peters                  | AG2R La Mondiale              | + 2' 32"    |
| 10è | Óscar Rodríguez Garaicoechea | Euskadi Basque Country-Murias | + 2' 42"    |

### 4a etapa
| \| Classificació de l'etapa \| Classificació de l'etapa \| Classificació de l'etapa \| Classificació de l'etapa \| Classificació de l'etapa \| \| Corredor \| Corredor \| Equip \| Temps \| \| \| ------------------------ \| ------------------------ \| ----------------------------- \| ------------------------ \| ------------------------ \| \| 1r \| Arnaud Démare \| Groupama-FDJ \| 3h 35' 57" \| \| \| 2n \| Sacha Modolo \| EF Education First \| + 0" \| \| \| 3r \| Julien Simon \| Cofidis, Solutions Crédits \| + 0" \| \| \| 4t \| David González López \| Caja Rural-Seguros RGA \| + 0" \| \| \| 5è \| José Joaquín Rojas Gil \| Movistar Team \| + 0" \| \| \| 6è \| Anthony Maldonado \| Saint Michel-Auber 93 \| + 0" \| \| \| 7è \| Julien El Fares \| Delko Marseille Provence \| + 0" \| \| \| 8è \| Serguei Txernetski \| Caja Rural-Seguros RGA \| + 0" \| \| \| 9è \| Garikoitz Bravo Oiarbide \| Euskadi Basque Country-Murias \| + 0" \| \| \| 10è \| Luis Ángel Maté Mardones \| Cofidis, Solutions Crédits \| + 0" \| \| |                          |                               |            |
| |                          |                               |            |
| Font: ProCyclingStats |                          |                               |            |
| Classificació de l'etapa |                          |                               |            |
| Corredor | Corredor                 | Equip                         | Temps      |
| 1r | Arnaud Démare            | Groupama-FDJ                  | 3h 35' 57" |
| 2n | Sacha Modolo             | EF Education First            | + 0"       |
| 3r | Julien Simon             | Cofidis, Solutions Crédits    | + 0"       |
| 4t | David González López     | Caja Rural-Seguros RGA        | + 0"       |
| 5è | José Joaquín Rojas Gil   | Movistar Team                 | + 0"       |
| 6è | Anthony Maldonado        | Saint Michel-Auber 93         | + 0"       |
| 7è | Julien El Fares          | Delko Marseille Provence      | + 0"       |
| 8è | Serguei Txernetski       | Caja Rural-Seguros RGA        | + 0"       |
| 9è | Garikoitz Bravo Oiarbide | Euskadi Basque Country-Murias | + 0"       |
| 10è | Luis Ángel Maté Mardones | Cofidis, Solutions Crédits    | + 0"       |

## Classificació final
| \| Classificació general \| Classificació general \| Classificació general \| Classificació general \| Classificació general \| \| Corredor \| Corredor \| Equip \| Temps \| \| \| --------------------- \| ---------------------------- \| ----------------------------- \| --------------------- \| --------------------- \| \| 1r \| Alejandro Valverde Belmonte \| Movistar Team \| 18h 04' 42" \| \| \| 2n \| Iván Ramiro Sosa Cuervo \| Team Ineos \| + 8" \| \| \| 3r \| Rigoberto Urán \| EF Education First \| + 17" \| \| \| 4t \| Tony Gallopin \| AG2R La Mondiale \| + 42" \| \| \| 5è \| Edward Dunbar \| Team Ineos \| + 45" \| \| \| 6è \| Giovanni Carboni \| Bardiani CSF \| + 1' 30" \| \| \| 7è \| Joe Dombrowski \| EF Education First \| + 1' 48" \| \| \| 8è \| Pàvel Sivakov \| Team Ineos \| + 2' 26" \| \| \| 9è \| Nans Peters \| AG2R La Mondiale \| + 2' 32" \| \| \| 10è \| Óscar Rodríguez Garaicoechea \| Euskadi Basque Country-Murias \| + 2' 42" \| \| |                              |                               |             |
| |                              |                               |             |
| |                              |                               |             |
| Classificació general |                              |                               |             |
| Corredor | Corredor                     | Equip                         | Temps       |
| 1r | Alejandro Valverde Belmonte  | Movistar Team                 | 18h 04' 42" |
| 2n | Iván Ramiro Sosa Cuervo      | Team Ineos                    | + 8"        |
| 3r | Rigoberto Urán               | EF Education First            | + 17"       |
| 4t | Tony Gallopin                | AG2R La Mondiale              | + 42"       |
| 5è | Edward Dunbar                | Team Ineos                    | + 45"       |
| 6è | Giovanni Carboni             | Bardiani CSF                  | + 1' 30"    |
| 7è | Joe Dombrowski               | EF Education First            | + 1' 48"    |
| 8è | Pàvel Sivakov                | Team Ineos                    | + 2' 26"    |
| 9è | Nans Peters                  | AG2R La Mondiale              | + 2' 32"    |
| 10è | Óscar Rodríguez Garaicoechea | Euskadi Basque Country-Murias | + 2' 42"    |

## Evolució de les classificacions
| Etapa                  | Vencedor               | Classificació general | Classificació per punts | Classificació de la muntanya | Classificació dels joves | Classificació per equips |
| ---------------------- | ---------------------- | --------------------- | ----------------------- | ---------------------------- | ------------------------ | ------------------------ |
| 1                      | Alejandro Valverde     | Alejandro Valverde    | Alejandro Valverde      | Loic Chetout                 | Edward Dunbar            | Team Ineos               |
| 2                      | Arnaud Démare          | Alejandro Valverde    | Arnaud Démare           | Loic Chetout                 | Edward Dunbar            | Team Ineos               |
| 3                      | Iván Ramiro Sosa       | Alejandro Valverde    | Alejandro Valverde      | Óscar Rodríguez              | Iván Ramiro Sosa         | Team Ineos               |
| 4                      | Arnaud Démare          | Alejandro Valverde    | Arnaud Démare           | Óscar Rodríguez              | Iván Ramiro Sosa         | Team Ineos               |
| Classificacions finals | Classificacions finals | Alejandro Valverde    | Arnaud Démare           | Óscar Rodríguez              | Iván Ramiro Sosa         | Team Ineos               |